# Сант-Ипполито (титулярная церковь)
Титулярная церковь Сант-Ипполито (лат. Titulus Sancti Hippolyti) — титулярная церковь была создана Папой Франциском 14 февраля 2015 года. Титул принадлежит церкви Сант-Ипполито, расположенной в квартале Рима Номентано, на виале делле Провинчье.

## Список кардиналов-священников титулярной церкви Сант-Ипполито
- Джон Эчерли Дью — (14 февраля 2015 — по настоящее время).